# 汽車引擎空轉

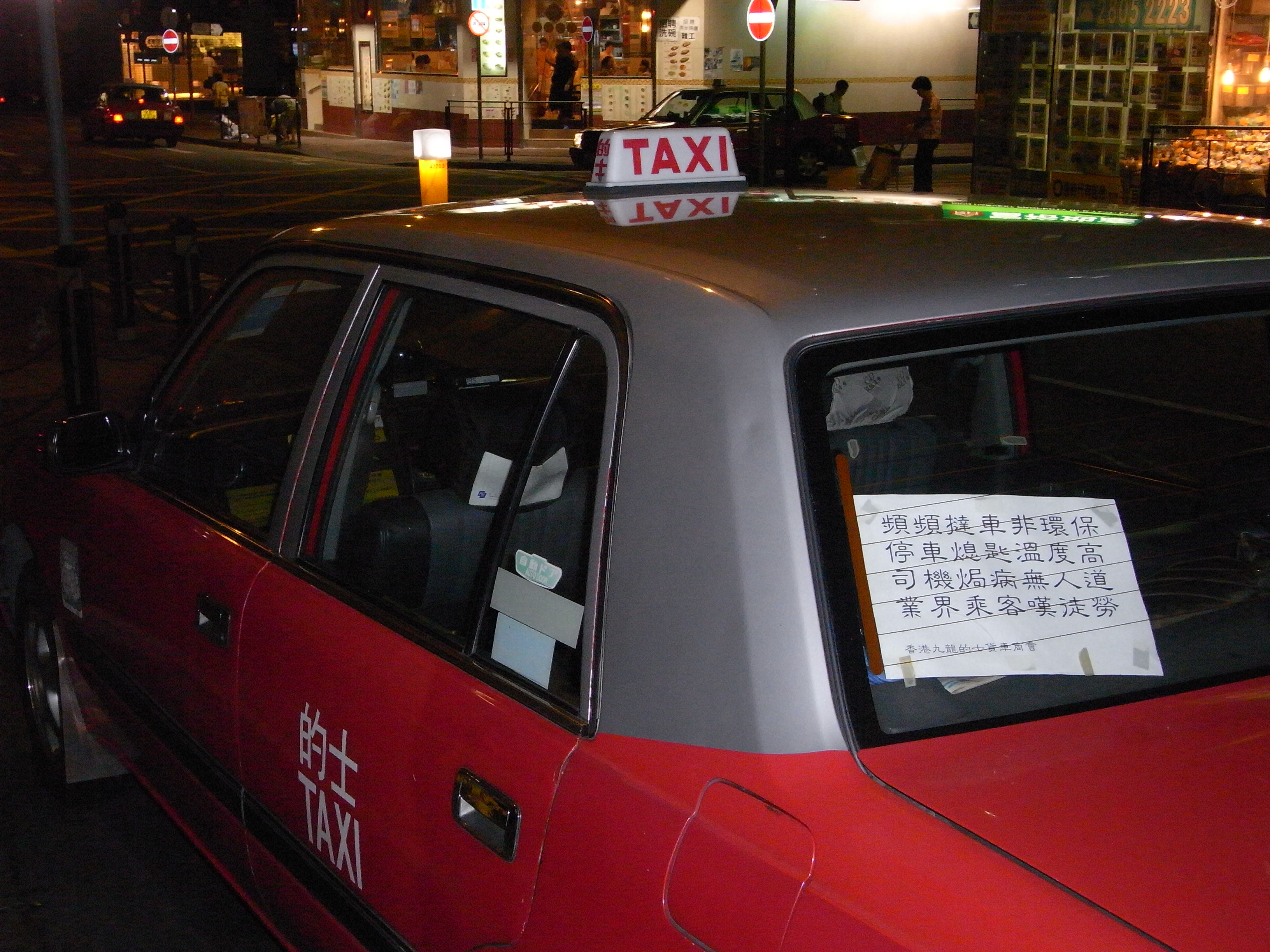
「停車熄匙」在香港引起的社會反應

汽車引擎空轉在一些地方被管制，以降低汽車的廢氣排放，從而減少空氣污染。汽車司機在停車等候時，會因為運作上的需要、保持車內空調運行等原因，而讓引擎空轉，但空轉引擎時所排出的廢氣，會造成空氣污染。因此，一些地方（如香港）已立法管制汽車引擎空轉行為。一些車廠近幾年推出具有怠速熄火功能的車輛，在停車時會自動熄火，除了可降低汽車的廢氣排放，還可降低油耗。

## 各地情況

### 香港
香港環境保護署1997年起推行「停車熄匙」（「匙」即汽車鑰匙）的公眾教育運動，建議汽車司機當停泊汽車於行人路旁時熄匙，避免浪費汽油及減少空氣污染。2007年11月2日，香港政府就建議對汽車引擎空轉作法定禁制展開5個月公眾諮詢。整體而言，大多數回應諮詢的意見表示就停車熄匙立法。及後於2010年4月28日的立法會會議上，香港政府提交了《汽車引擎空轉(定額罰款)條例草案》。2011年3月5日，香港立法會通過法案。
根據通過的法例，汽車停定時司機不可以致使或容許內燃引擎在任何60分鐘時段內操作超過3分鐘。若違反規定，當事人會被定額罰款320元，與違例泊車相同。不過，若干情況下司機獲豁免停車熄匙的規定，包括因交通情況而停定、機械故障、正有乘客上車或落車、需要以引擎作車輛動力以外的運作用途、測試車輛機件、的士站首5輛的士、小巴站首兩輛小巴、執行醫療、緊急或執法活動的指明車輛、惡劣天氣（酷熱天氣警告或暴雨警告信號）以及車上載有60歲或以上長者等等。

### 台灣
禁止汽車空轉在台灣稱為「停車熄火」，由行政院環境保護署推行，最早是由台南市先實行「反怠速」政策，後來台中市成為中華民國第二個推行該項政策的縣市。臺南市與臺中市實行，凡逾時三分鐘而不熄火者，先以勸導改善，其次採罰款。

### 加拿大
加拿大东部的多伦多在节能减排的方法有很多，限制汽车引擎空转是其中之一。根据1998年通过的一项法令，在60分钟时段内，汽车在停车状态下，引擎空转不得超过3分钟，否则最高罚款可达5000加元。今年7月初，他们又提出禁止汽车引擎空转超过10秒。

### 日本
在日本，如果停车不熄火的话，一定要有司机在车上。如果不熄火，司机又离开超过5分钟，就会被罚款至少6000日元。

### 其他國家
其他訂有法例禁止汽車引擎空轉的地區包括新加坡、芬蘭、英國及瑞士。

## 爭議
有司機反對停車熄火，尤其是天氣炎熱時，若禁止引擎操作，車內沒有空調，會造成意外。在香港，部分的士司機曾經採用慢駛至立法會、繞立法會響號等方式抗議停車熄匙首讀。
在台灣，報載環保署考慮強制摩托車停等紅燈須強制熄火，許多摩托車族大表不滿，尤其是其限制對象僅於摩托車，引起爭論。